# Sully - Morland (metrostation)
Sully - Morland is een station van de metro in Parijs langs metrolijn 7, in het 4de arrondissement. Het is het laatste station van lijn 7 op de rechteroever; na het station maakt de metrotunnel een bocht van 90 graden en duikt de Seine onder om op de linkeroever bij Jussieu uit te komen. Dit station geeft toegang tot het Institut du monde arabe en de daaronder gelegen Jardin Tino Rossi waar bij goed weer mensen des avonds de tango dansen aan de oever van de rivier.
La Courneuve - 8 Mai 1945 · 
Fort d'Aubervilliers · 
Aubervilliers - Pantin - Quatre Chemins · 
Porte de la Villette · 
Corentin Cariou · 
Crimée · 
Riquet · 
Stalingrad · 
Louis Blanc · 
Château-Landon · 
Gare de l'Est · 
Poissonnière · 
Cadet · 
Le Peletier · 
Chaussée d'Antin - La Fayette · 
Opéra · 
Pyramides · 
Palais Royal - Musée du Louvre · 
Pont Neuf · 
Châtelet · 
Pont Marie · 
Sully - Morland · 
Jussieu · 
Place Monge · 
Censier - Daubenton · 
Les Gobelins · 
Place d'Italie · 
Tolbiac · 
Maison Blanche

Zuidelijke tak: Le Kremlin-Bicêtre · 
Villejuif - Léo Lagrange · 
Villejuif - Paul Vaillant-Couturier · 
Villejuif - Louis Aragon

Zuidoostelijke tak: Porte d'Italie · 
Porte de Choisy · 
Porte d'Ivry · 
Pierre et Marie Curie · 
Mairie d'Ivry